# Tetrarpages
Tetrarpages is een kevergeslacht uit de familie van de boktorren (Cerambycidae). De wetenschappelijke naam van het geslacht werd voor het eerst geldig gepubliceerd in 1868 door Thomson.

## Soorten
Tetrarpages is monotypisch en omvat slechts de volgende soort:
- Tetrarpages lansbergei Thomson, 1868